# Kształtka

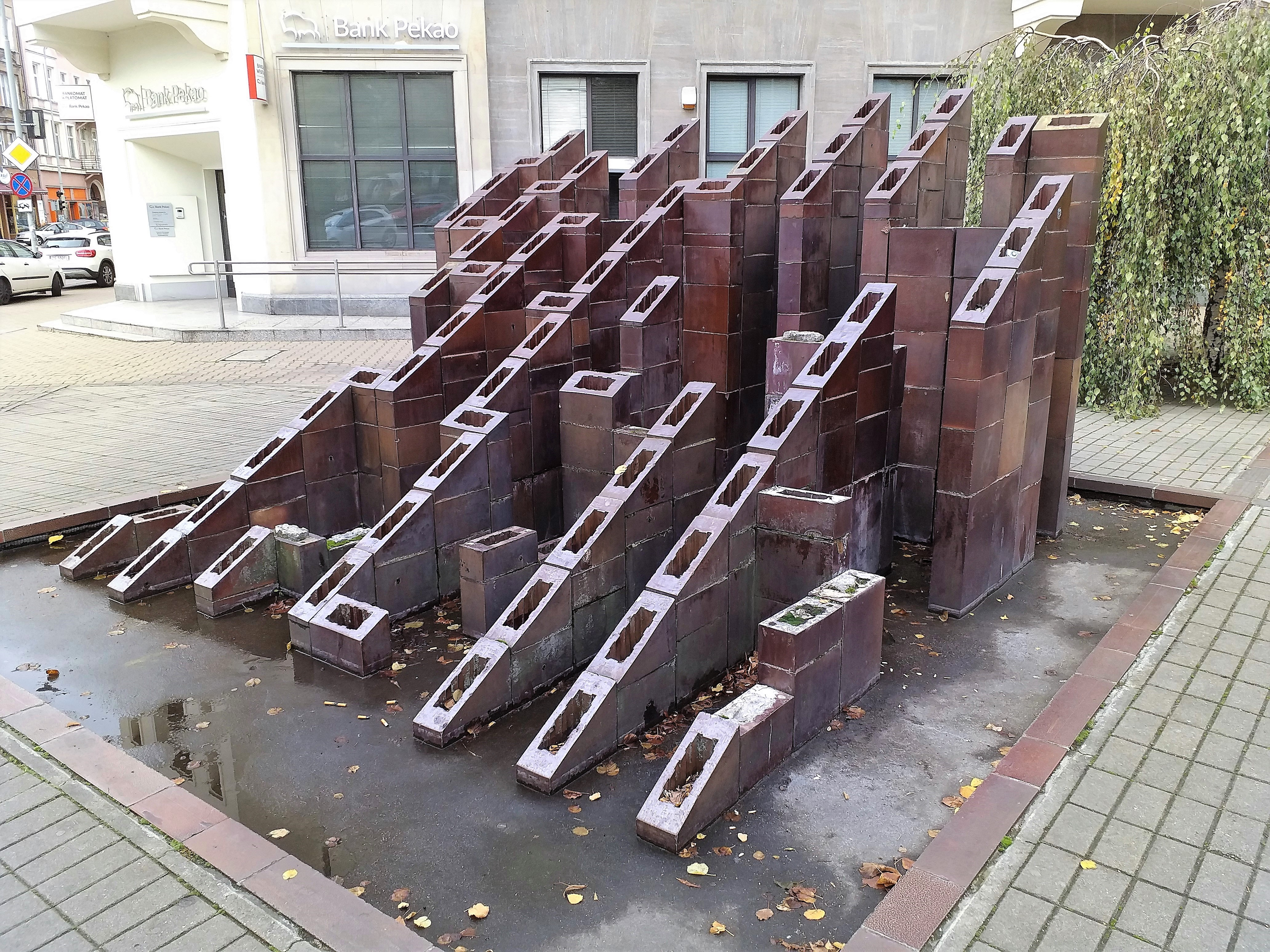
Rzeźba z kształtek ceglanych

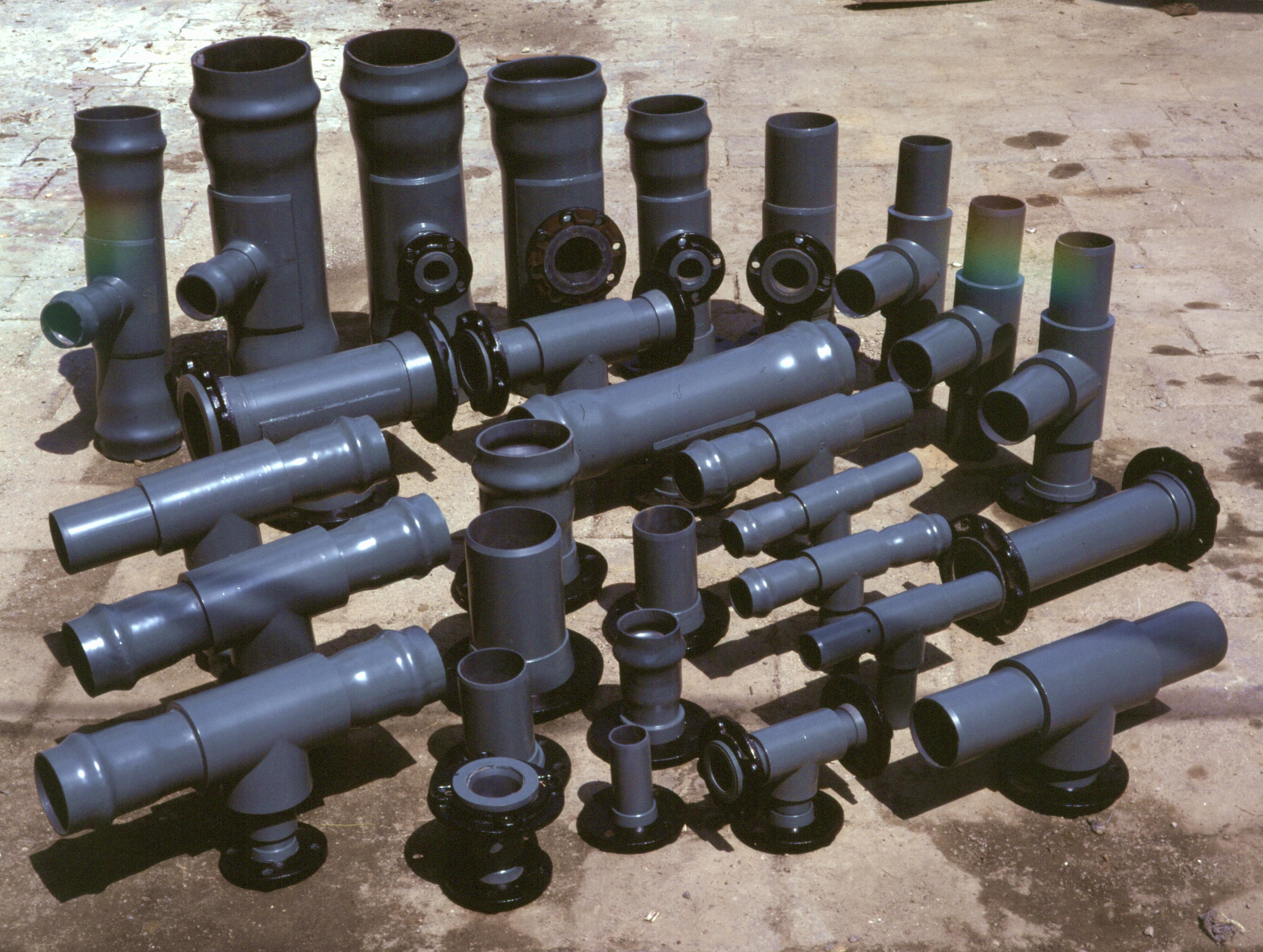
Kształtki hydrauliczne z PCW

Kształtka – gotowy element mechanizmu, urządzenia lub prefabrykat o kształcie niewymagającym dalszej obróbki mechanicznej lub chemicznej. Kształtki – zwykle w zależności od stosowanego materiału i zastosowania – otrzymuje się w procesach odlewania, kucia, wykrawania, tłoczenia, wtrysku i in.
Kształtki wykorzystywane są w wielu dziedzinach techniki, między innymi:
- kształtki mosiężne, miedziane, żeliwne i plastikowe – w hydraulice do montowania instalacji wodnych i w pneumatyce do instalacji gazowych oraz systemach wentylacyjnych (kominowych lub nawiewnych);
- kształtki stalowe (półfabrykaty) – do montowania konstrukcji nośnych;
- kształtki styropianowe – do izolacji termicznej;
- kształtki ścierne – do obróbki ściernej,
- kształtki ceglane – do tradycyjnego budowania.

## Przykłady kształtek hydraulicznych
- Kolano
- Nypel
- Trójnik
- Mufa
- Redukcja
- Śrubunek
- Przedłużka
- Mimośród